# Microsteira radamae
Microsteira radamae är en tvåhjärtbladig växtart. Microsteira radamae ingår i släktet Microsteira och familjen Malpighiaceae.

## Underarter
Arten delas in i följande underarter:
- M. r. menabensis
- M. r. radamae